# Катеринка (село)

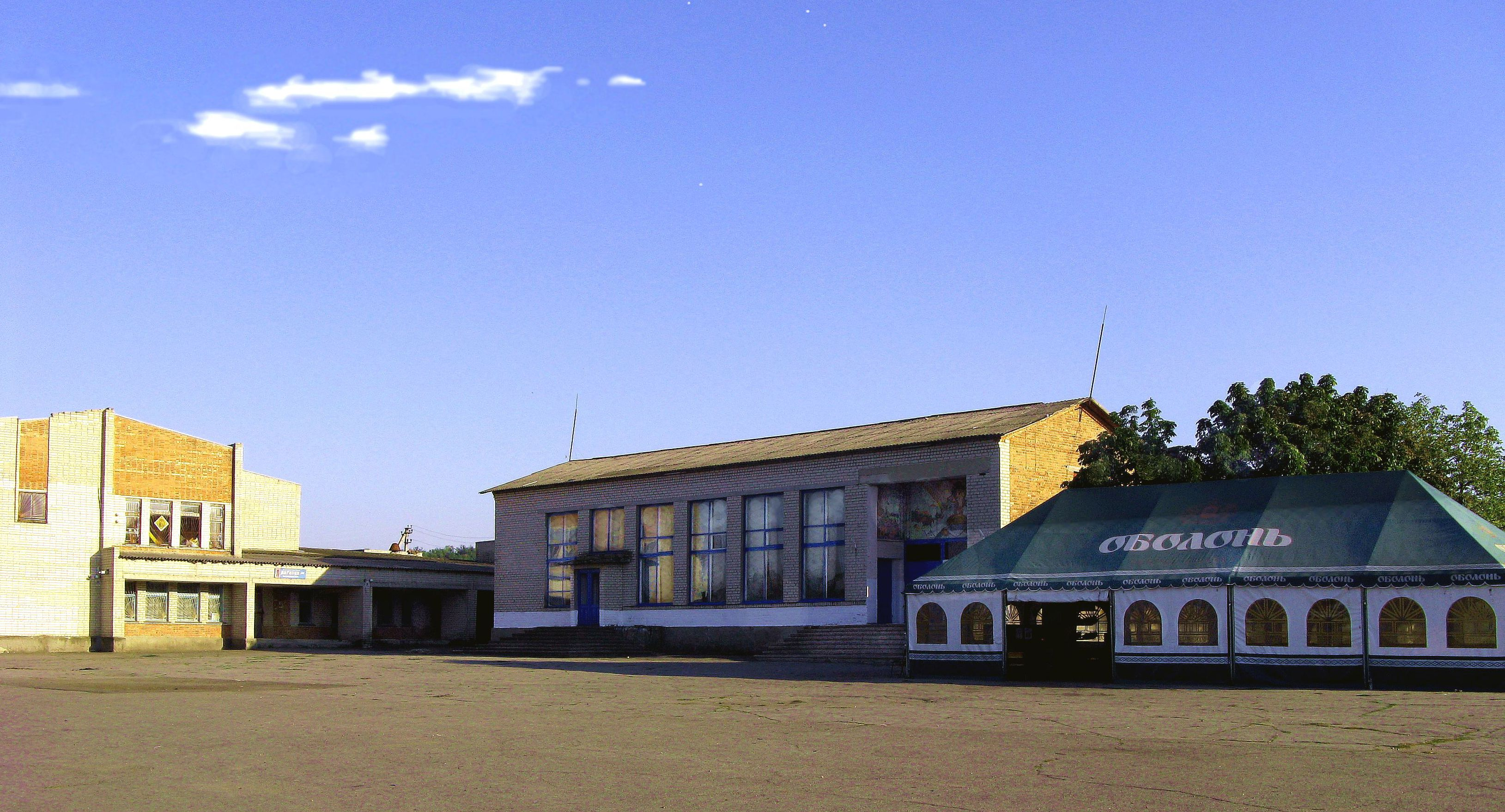
Центральна площа с. Катеринка

Катери́нка — село в Україні, у Кам'яномостівській селищній громаді Первомайського району Миколаївської області. Населення становить 967 осіб.

## Історія

### XVIII—XIXст.
В 1794 році власником земель довкола Пустища Безіменного став полковник Михайло Штриков. Для облаштування нових земель він переселив 42 сім'ї селян-кріпаків з села Дроздовиця Городнянського повіту Чернігівської губернії. Прибулі насамперед звели дерев'яну церкву, яка була освячена 6 грудня (25 листопада за старим стилем) 1794 року в день Святої великомучениці Катерини. Від церкви і пішла назва села. В 1799 році в селі налічувалось 127 дворів, у яких проживало 580 осіб обох статей. В 1816 році на місці старої церкви збудовано нову кам'яну. Після смерті поміщика Штрикова, Катеринка разом з прилеглими 5362 десятинами землі перейшла до сусідського поміщика Олександра Бакуринського. На початку 1850-х років в селі нараховувалось 178 дворів. Після збанкрутіння Бакуринського, село було продане з торгів. Новим його власником став підпоручик Дмитро Бенардакі.
Після скасування кріпосного права Катеринка була віднесена до Кам'яномостівської волості Ананьївського повіту Херсонської губернії.
В 1896 році в селі діяла школа грамоти (відкрита в 1872 році), де навчались 60 дітей, був лікар, 5 лавок і 2 корчми.

### Початок XXст.
Після Лютневої революції 1917 року в селі встановлено владу Української Центральної Ради, а згодом Української Народної Республіки. Протягом наступних чотирьох років влада в селі неодноразово змінювалась, доки остаточно не розпочалась радянська окупація.
Наприкінці 1929 року в селі розпочато примусову колективізацію, у результаті було створено перший колгосп (СОЗ імені Сталіна).
Внаслідок політики розкуркулення найбільш заможна і працьовита частина селян була репресована та пограбована більшовиками. Навесні 1930 року понад 250 сімей вийшло з колгоспу. В ньому залишилось лише 34 сім'ї катеринчан. Вже за рік силою і погрозами в колгоспи було зігнано майже всіх мешканців села. Замість одного було створено три і ще один в Петрівці.
Під час організованого радянською владою Голодомору 1932—1933 років померло щонайменше 360 жителів села.

### Німецько-радянська війна
16 серпня 1941 року Катеринка була окупована німецько-румунськими військами.
Село було включене до складу Голтянської претури Голтянського повіту губернаторства Трансністрія. Була створена примарія на чолі з примарем. Першим примарем Катеринки румуни призначили Арсентія Писаревського. Колгоспи були перетворені в сільсько-господарські общини. Для нагляду і контролю було створено жандармські пости. Катеринка входила до Кримківського жандармського посту, начальником якого був плутонер (старшина), а згодом локотинент (лейтенант) Кирило Анушку. Крім того, у селі було створено сільську поліцію.
Для боротьби з окупантами в селі була створена бойова група на чолі з Михайлом Клименюком, яка входила до складу Кримківської молодіжної підпільної організації «Партизанська Іскра».
21 березня 1944 року Катеринка була звільнена частинами 5-ї гвардійської армії 2-го Українського фронту.

### Повоєнні роки
Після визволення села почалась відбудова в першу чергу колгоспів. За роки окупації до Румунії було вивезено весь сільгосподарський інвентар, майже всіх корів і бджіл.
11 серпня 1950 року на загальних зборах колгоспників було вирішене питання про об'єднання всіх чотирьох колгоспів в єдине господарство — колгосп імені Сталіна. 25 листопада 1956 року загальні збори колгоспників вирішили відмовитися від свого найменування і назвали його «Маяк комунізму».

## Населення
Згідно з переписом УРСР 1989 року чисельність наявного населення села становила 997 осіб, з яких 426 чоловіків та 571 жінка.
За переписом населення України 2001 року в селі мешкало 960 осіб.

### Мова
Розподіл населення за рідною мовою за даними перепису 2001 року:
| Мова       | Відсоток |
| ---------- | -------- |
| українська | 94,62 %  |
| російська  | 4,55 %   |
| молдовська | 0,52 %   |
| білоруська | 0,21 %   |
| болгарська | 0,10 %   |

## Сьогодення
В селі діє навчально-виховний комплекс, до якого входять дошкільне відділення, і загальноосвітня школа I—III ступенів. Функціонує дільнична лікарня, аптека, бібліотека, низка магазинів. Відкрито стаціонарне відділення УПСЗН Первомайського району для перебування самотніх людей похилого віку.

## Визначні односельці
- Абрамович Абрам Григорович (1910—1937) — командир танкового взводу, учасник Громадянської війни в Іспанії, Герой Радянського Союзу.
- Бондарук Кирило Євлампійович, або Отаман Лихо (1898—1921) — військовий діяч армії УНР, Головнокомандувач Південної оперативної округи (1921).
- Зарницька Єфросинія Пилипівна (1867—1936) — відома українська театральна артистка і співачка.
- Моргуненко Володимир Степанович (1905—1943) — український педагог, під час Другої світової війни — керівник підпільної антифашистської організації «Партизанська іскра», Герой Радянського Союзу.
- Понамарчук Семен Трохимович (1922—1978) — гвардії старший сержант, командир відділення, Герой Радянського Союзу.